# Renate Stecher
Renate Stecher (született Renate Meißner) (Süptitz, Német Demokratikus Köztársaság, 1950. május 12. –) olimpiai és Európa-bajnok német atléta, rövidtávfutó; az 1970-es évek legjobb rövidtávfutóinak egyike. Háromszoros olimpiai bajnok, 1970 és 1976 között 17 alkalommal futott világrekordot. Ő volt az első futónő, akinek a 100 méteres távot először sikerült 11 másodperc alatt megtennie.
1950-ben született a Lipcsétől északkeletre fekvő Spütitz faluban. Már az általános iskolából a jénai tehetséggondozó sportiskolába küldték. Nemzetközi színtéren 1968-ban vetette észre magát, amikor a lipcsei junior Európa-bajnokságon három ezüstérmet szerzett. Strecher 1970-ben ment férjhez a gátfutó Gerd Stecherhez. 1976-ban a családalapítás miatt Renate Stecher feladta sportpályafutását. Három lányik született (1977-ben, 1979-ben és 1986-ban), akik a későbbiekben szintén sportsikereket értek el. Lányai születése után Renate Strecher a Jénai Egyetemen kezdett sporttudományos tanulmányokba, majd a főiskolán testnevelő tanárként dolgozott. Évekig játszott az egyetemi kézilabda csapatban. A Német Demokratikus Köztársaság megszűntekor az egyetem sportszervezetét feloszlatták, így munkanélküli lett. Ezután a helyi diákszövetségnél helyezkedett el, majd a Német Atlétikai Szövetség doppingellenes törekvéseit segítette.

## Fordítás
- Ez a szócikk részben vagy egészben a Renate Stecher című német Wikipédia-szócikk ezen változatának fordításán alapul.  Az eredeti cikk szerkesztőit annak laptörténete sorolja fel. Ez a jelzés csupán a megfogalmazás eredetét és a szerzői jogokat jelzi, nem szolgál a cikkben szereplő információk forrásmegjelöléseként.